# 主教座堂广场 (拉奎拉)

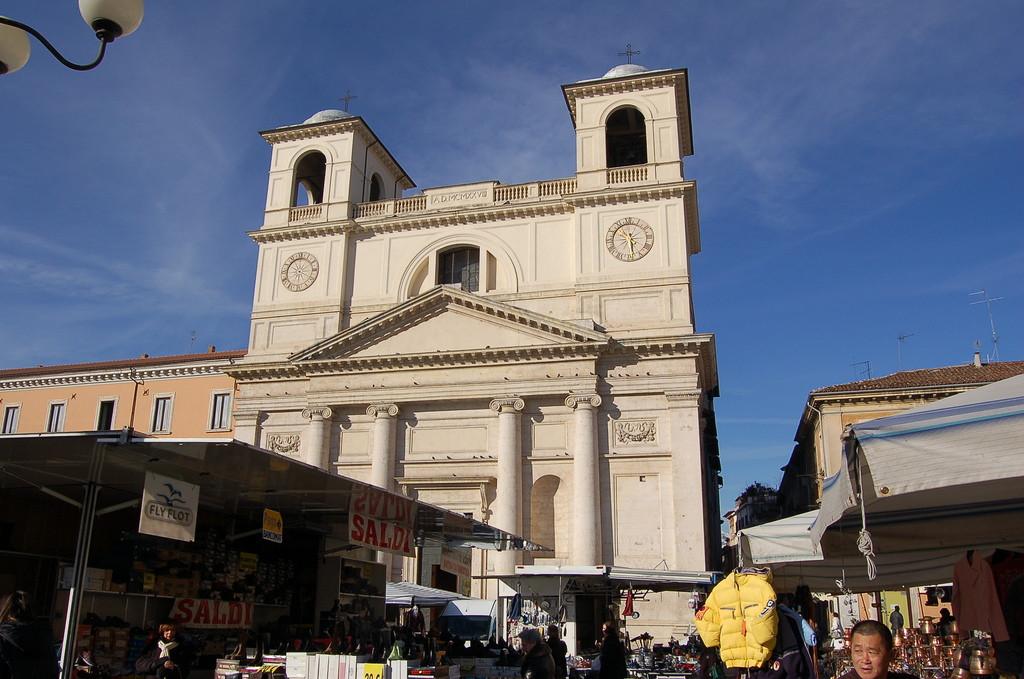
主教座堂广场

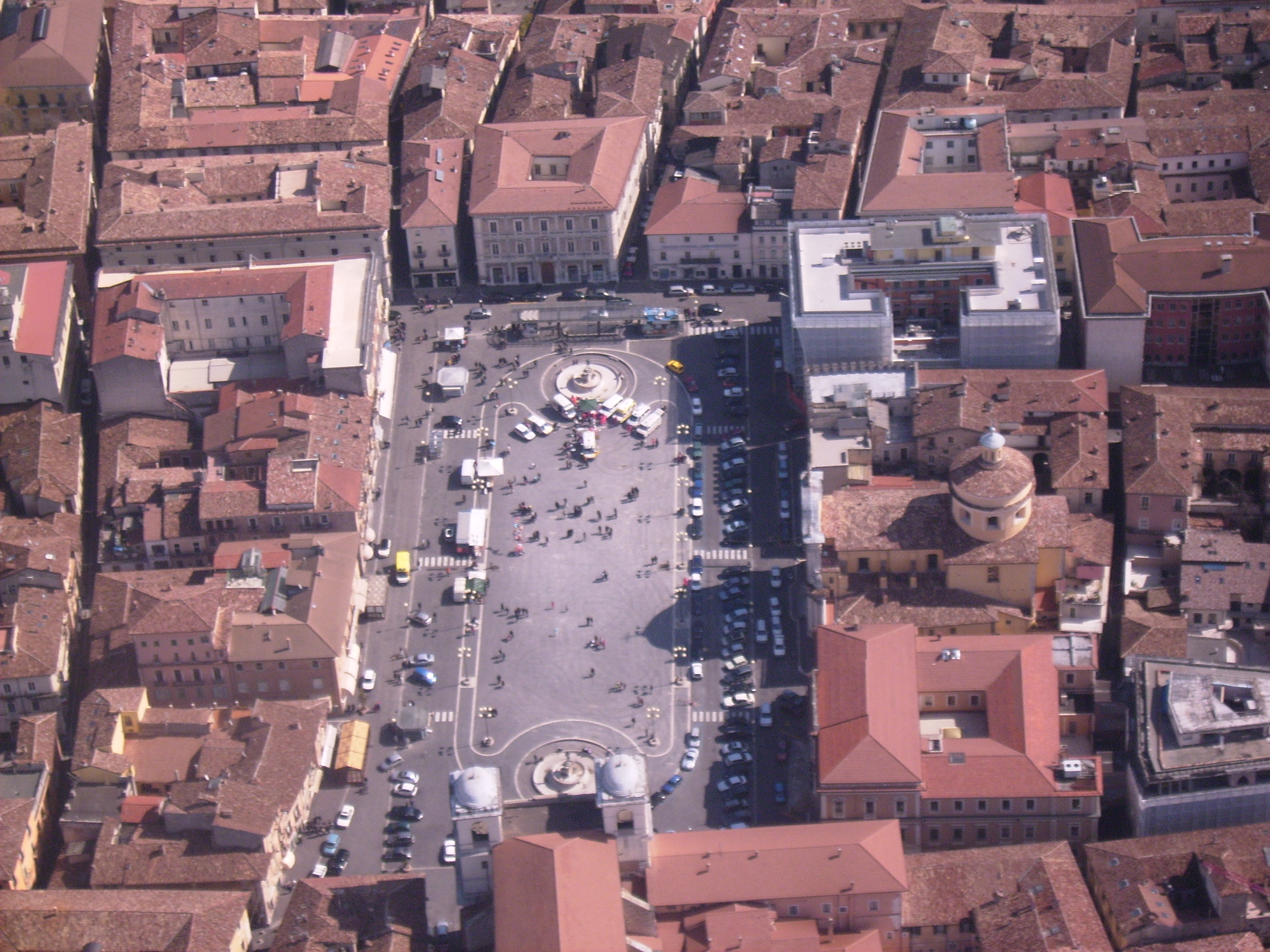
俯瞰主教座堂广场

主教座堂广场（Piazza Duomo），又名集市广场（del Mercato），是意大利拉奎拉最大，最重要的广场，该市的社会和文化中心，集会地点和主要活动举行地。这是宗教权力的中心，而宫殿广场Piazza Palazzo为政治权力的中心。
主教座堂广场为四边形，位于城市历史中心的中心位置，位于维托里奥埃马努埃莱二世街（Corso Vittorio Emanuele II）和费德里科二世街（Corso Federico II）形成的轴线的一侧。它的特点是拉奎拉主教座堂前的陡坡。主教座堂建于13世纪，曾经重建数次。广场上面临着许多历史建筑，但没有贵族的宫殿，因此没有任何建筑主宰这个公民的空间。在中世纪，广场上举行审判和处决。 
在1703年地震后，在被摧毁的转祷兄弟会总部废墟上，新建了转祷圣母教堂（Chiesa di Santa Maria del Suffragio），俗称为神圣灵魂教堂（chiesa delle Anime Sante），此后这座广场上便有了两座教堂。 

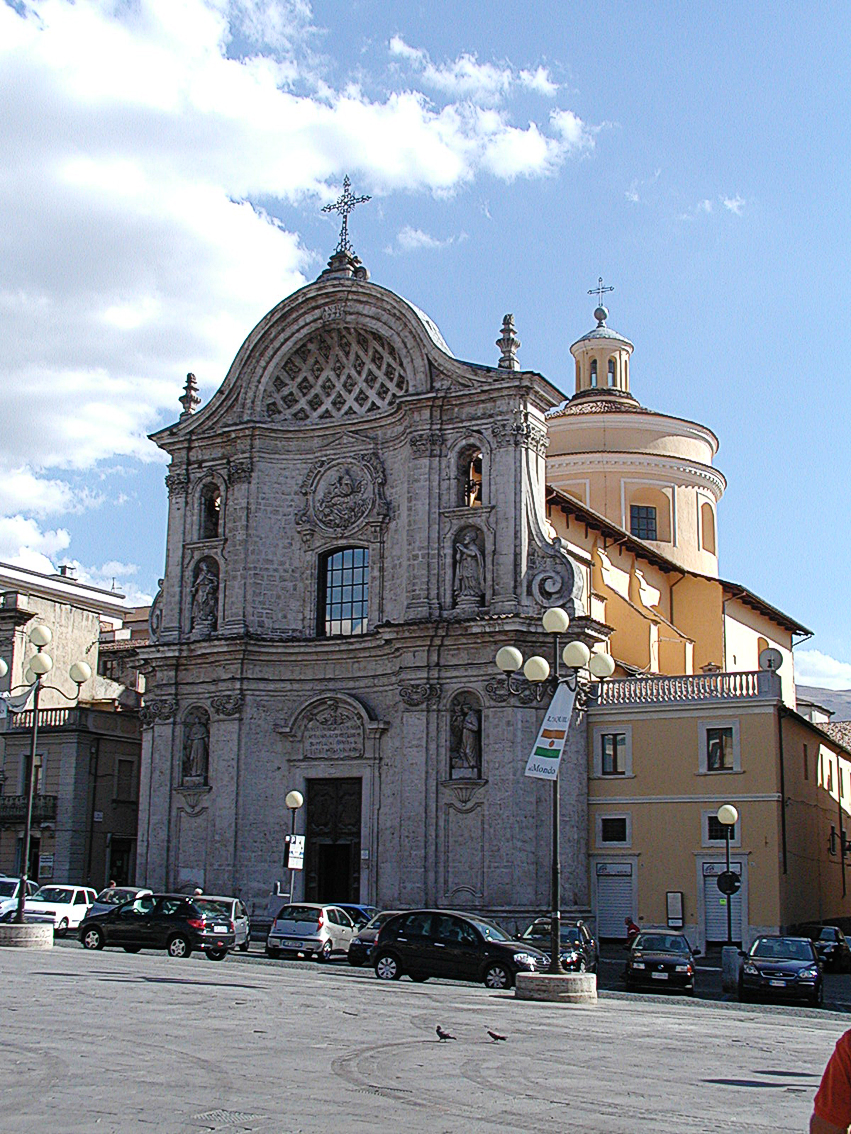
转祷圣母教堂

2009年拉奎拉地震后，广场是在红色区域内，6月21日重新对公众开放（有限制），目前是唯一可部分访问的老城广场。 